# Radio Islam
Radio Islam es un sitio web, anteriormente una emisora radial en Suecia que fue cerrada varias veces por incitación al odio antisemita; su fundador, Ahmed Rami, estuvo en prisión por ese mismo cargo. Un informe de 2003 del Centro de Monitoreo Europeo del Racismo y la Xenofobia lo calificó de "uno de los sitios más radicalmente antisemitas de Internet". Otras fuentes han calificado en repetidas oportunidades al sitio como promotor del antisemitismo y el negacionismo del Holocausto, asociando a Rami con el Institute for Historical Review. Dispone del enlace «Racismo judío» en 23 idiomas en el que se recogen las supuestas «pruebas» de que los judíos son racistas, con citas sacadas de contexto o directamente manipuladas y con alegaciones de falsas asociaciones de derechos humanos. También es frecuente que se refiera al Holocausto como la «supuesta persecución».

## Historia
Radio Islam comenzó a emitirse en 1987 en una emisora pública sueca, dirigido por Ahmed Rami, un ex oficial del ejército marroquí, asilado en Suecia en virtud de sus afirmaciones de haber tomado parte en el fallido golpe de Estado de 1971 contra Hassan II. Aunque ostensiblemente se dirigía a la comunidad islámica de Suecia, el tema principal del programa fue la prédica antisemita; en 1990, Rami fue sentenciado a seis meses en prisión por "incitación contra un grupo de gente", y la licencia de emisión fue revocada durante un año. En 1991 reanudó sus acciones bajo la dirección del notorio neonazi sueco David Janzon, quien dos años más tarde iría también a prisión por el mismo delito.
Radio Islam estuvo inactiva hasta 1996, cuando volvió a transmitir bajo la dirección del propio Rami. Sin embargo, esta vez, a la vez que la estación de radio, se estableció un sitio en catorce idiomas; Rami fue condenado nuevamente por crímenes raciales en octubre de 2000. Fue también investigado en Francia y en Suecia, acusado de crímenes de odio por su papel en el mantenimiento del sitio web de Radio Islam; en Suecia fue sobreseído en el 2004, ante la imposibilidad de probar que Rami fuera el responsable del contenido. Éste adjudicó el material publicado a un grupo de jóvenes, pero se negó a proporcionar nombres.

## Misión
Radio Islam afirma trabajar "para promover mejores relaciones entre el mundo occidental y el mundo musulmán". También asegura que está "contra todas las formas de racismo, contra todas las clases de discriminación de la gente, basadas en el color se la piel, la fe o la etnia". Como consecuencia, Radio Islam dice estar "contra el racismo judío enfocado a los no judíos". Asevera que el "mundo del sionismo judío" constituye "la última ideología racista sobreviviente" y que Israel es "la última marca del apartheid en el mundo", el cual, "por su mera existencia" demuestra "un completo desafío a todas las leyes internacionales, reglas y principios". Al mismo tiempo, el sitio Web insiste en que el "racismo abierto manifestado por el estado judío es una violación de todas las éticas y morales conocidas por el hombre".

## Publicaciones
El material del sitio se centra en la supuesta influencia de judíos y "sionistas" en la sociedad y la política occidentales y de Medio Oriente, afirmando que existe una conspiración judeosionista para oprimir y asesinar a los musulmanes, y que este ha sido uno de los rasgos históricos del judaísmo. Sostiene el negacionismo, afirmando que el Holocausto fue una mentira judía para distraer de la guerra librada contra el pueblo palestino. Recurrentemente se trata de "las guerras judías contra Irak y el Líbano", el "poder judío", el "racismo judío", el "terrorismo sionista" y la "propaganda" e "hipocresía" judías.
Entre los libros disponibles en el sitio web se encuentran varios de los más famosos panfletos antisemitas, incluyendo los apócrifos Protocolos de los Sabios de Sion, Mi lucha, de Adolf Hitler, El judío internacional, de Henry Ford y Los mitos fundacionales de la política israelí, de Roger Garaudy.

## Críticas
Las críticas contra la radio y el sitio web han sido generalizadas y contundentes. El informe de 2003 del EUMCRX la señalaba como una de las puntas de lanza del antisemitismo en Internet, notando que hace uso del repertorio completo de estereotipos antisemitas y emplea la negación del holocausto como parte de un programa de agitación antisemita.
El Instituto Stephen Roth lo incluye en su lista de páginas negacionistas y neonazis. La Liga Antidifamación asevera que el sitio promueve una miríada de opúsculos antisemitas y que demuestra la conexión implícita entre el negacionismo y otras formas de antisemitismo. El cofundador del comité sueco contra el antisemitismo, Per Ahlmark, ha descrito las afirmaciones de Rami como "la campaña antisemita más vehemente en Europa desde el Tercer Reich"